# Хофманов ленивец
Хофманов ленивец (Choloepus hoffmanni) е вид бозайник от семейство Megalonychidae.

## Разпространение и местообитание
Разпространен е в Боливия, Бразилия, Венецуела, Еквадор, Колумбия, Коста Рика, Никарагуа, Панама, Перу и Хондурас.